# Carex kulingana
Carex kulingana är en halvgräsart som beskrevs av Liberty Hyde Bailey. Carex kulingana ingår i släktet starrar, och familjen halvgräs. Inga underarter finns listade i Catalogue of Life.